# Бородін Василь Степанович
Василь Степанович Бородін (23 лютого 1930, Прилєпи Мантуровського району Курської області — 21 червня 2011, Київ) — радянський і український літературознавець. Доктор філологічних наук (1981).

## Життєпис
Народився 23 лютого 1930 року.
Закінчив Харківський університет (1953). З 1956 працював в Інституті літератури ім. Т. Г. Шевченка НАН України, 1984—96 — завідувач відділу шевченкознавства цього інституту. Член КПРС з 1959.
Наукові інтереси Бородіна пов'язані переважно з дослідженням історії Шевченкових текстів і цензурної історії видань творів поета. Книжка Бородіна «Три поеми Т. Г. Шевченка» (Київ, 1964) присвячена поемам «Сова», «Сліпий» і «Наймичка» як певному етапові в розвитку жанру соціально-побутової поеми в творчості Шевченка.
У книжці «Т. Г. Шевченко і царська цензура» (Київ, 1969) досліджено історію прижиттєвих видань творів поета — «Кобзаря» 1840 і 1860, «Гайдамаків» (1841), «Гамалії» (1844), «Тризны» (1844) і «Букваря южнорусского» (1861). У праці «Над текстами Т. Г. Шевченка» (Київ, 1971) на матеріалі історії тексту «Кобзаря» 1860 й окремих творів поета досліджується проблема основного тексту поезії Шевченка.
Ряд розвідок Бородіна опубліковано в збірниках праць наукових шевченківських конференцій. Бородін — один із упорядників шеститомного «Повного зібрання творів» Шевченка (т. 1—4, 6, Київ, 1963—1964).
Помер 21 червня 2011 року. Похований на Байковому кладовищі (ділянка № 33).
Лауреат Державної премії України в галузі науки і техніки 2017 р. (посмертно) за створення «Шевченківської енциклопедії».

## Співпраця з КДБ
Василь Бородін писав рецензії на праці українських шістдесятників та дисидентів на замовлення слідчих КДБ
. Євген Сверстюк зазначав, що «на основі рецензії В. Бородіна, мене винуватили за „наклеп“, нібито радянська влада заховала Шевченка від народу»
.